# Ілля I Єрусалимський
Ілля I (? — 518) — єпископ і Патріарх Єрусалиму (494—516).
Розвивав церковне та чернече життя. Патріярх Ілля неподалік єпископії побудував монастир і зібрав туди спудеїв церкви св. Воскресіння, які до того були розсіяні по різних місцях коло башти Давида. Кожному надав келію та матеріальне забезпечення. При новому монастирі спорудили церкву Богородиці.
Був переконаним халкедонцем. Під його керівництвом Єрусалимська церква змогла протистояти монофізитам, незважаючи на потужну підтримку імператорської влади. Патріарх Ілля відмовився визнати обрання Севіра патріархом Антіохійським в 512 р. Йому протистояли монофізитських ченці і губернатор Палестини Олімпій, що діяв за інструкцією з Константинополя.
516 р. його змістив з посади Візантійський імператор Анастасій I за підтримку постанов Халкідонського собору. Ілля І був головним противником монофізитів на Третьому Соборі в Тірі (514—515 рр.).
На його місце влада поставила диякона Івана (патріарх Іван ІІІ), з умовою, що він анафемінує рішення Халкідонського собору. Але в день, коли він за Літургією у присутності племінника імператора повинен був це зробити, до церкви з'явилися два лідери палестинського чернецтва, св. Сава і св. Феодосій, з 10 тисячами монахів-халкідонців. Анафеми не відбулось.
Імператор відправив патріарха у заслання, де від перебував до смерті у 518 р.